# لک‌لک سیاه

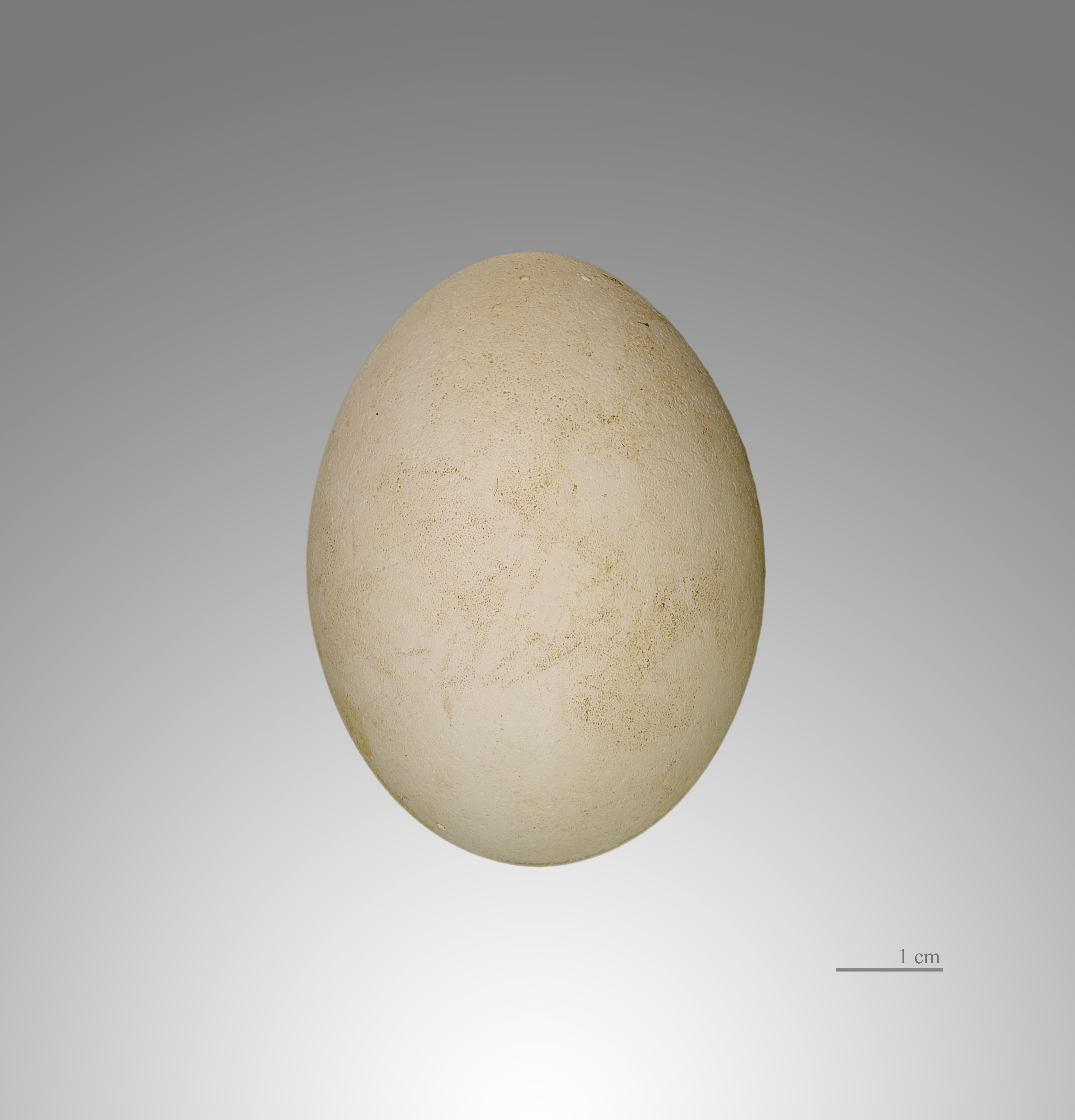
Ciconia nigra

لک‌لک سیاه (نام علمی: Ciconia nigra) پرنده‌ای‌ست به طول ۹۵ سانتیمتر، دارای پر و بال سیاه براق با جلای زرشکی و سبز و سطح شکمی سفید. منقار، دور چشم و پاهای این پرنده سرخ رنگ است. لک‌لک سیاه پرنده‌ای است تک‌زی و دیر انس که به تنهائی یا دسته جمعی مهاجرت می‌کند.

## مشخصات ظاهری
این پرنده، ۹۷ سانتیمتر طول دارد. آبزی است و به واسطهٔ سر، گردن و پشت سیاهش، کاملاً از حاجی لک‌لک‌ها متمایز است. منقار و پاهایش بلند و قرمزرنگ است. در پرندهٔ جوان، منقار و پاها سبزرنگ است. زیر تنه کاملاً سفید، سر و پشتش سیاه با جلای بنفش سبز و چشمانش قهوه‌ای‌رنگ است. نر و ماده همشکل‌اند. عمدتاً از ماهی و گاهی از حشرات، ملخ‌ها، سمندرها و نیز از جوندگان و پستانداران کوچک، مارها و مارمولک‌ها تغذیه می‌کند.

## صدا
صدای این پرنده در مقایسه با لک‌لک سفید، با وسعت بیشتری همراه است و شبیه «چی –ای- چی – ای» یا «چی- چو –هو- جی – جی» شنیده می‌شود.

## زیستگاه
این پرنده در نواحی آب‌های شور و شیرین، رودخانه‌های کم‌عمق با ساحل شنی، کانال‌ها، جزایر، اراضی سیلاب‌گیر و نواحی پر درخت کنار دریاچه‌ها به سر برده و معمولاً روی درختان آشیانه می‌سازد. در ایران، به تعداد کم و مهاجر و در مناطق جنوبی کرمان و فارس و نیز در مناطق شمال غرب، به صورت گروه‌های کوچک مهاجر دیده می‌شود. حضور این گونه در منطقه حفاظت شده ارس سیستان در شهرستان کلات خراسان رضوی و همچنین در دشت سوسن شهرستان ایذه ، در کنار سواحل کارون واقع در روستای ده‌شیخ ثبت شده است.

## حفاظت
توجه به وضیعت و مناطق زیستی و محل‌های تولید مثل این پرنده، اهمیت بسزایی در بقای آن دارد.